# 장앙리 로제

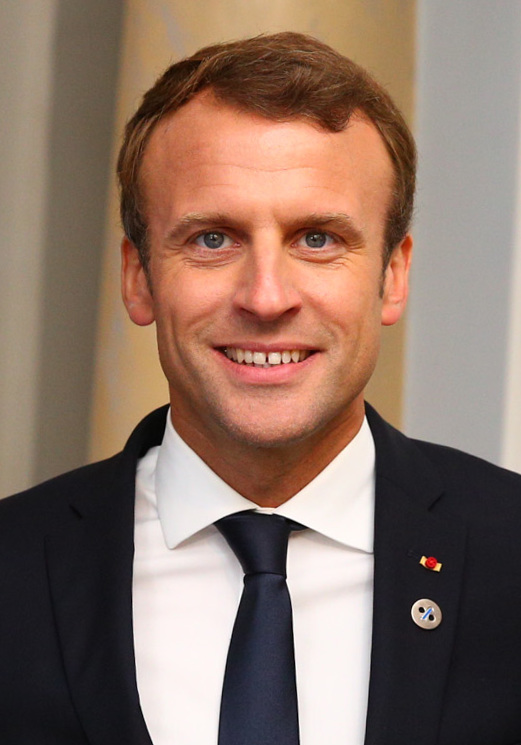

장앙리 로제(프랑스어: Jean-Henri Roger, 1949년 1월 24일 ~ 2012년 12월 31일)는 프랑스의 배우, 영화 감독이다.
마르세유에서 태어났다.

## 영화
- 애프터 라이프 (2002년)
- 사랑의 찬가 (2001년)
- 정말 당신다워 (2000년)
- 프라우다 (1970년)
- 대영제국의 소리 (1970년)